# Josimari Alves
Josimari Alves (Itapema, 31 de janeiro  de  1979) é uma voleibolista brasileira praticante da modalidade de vôlei de praia que conquistou a medalha de prata na edição do Campeonato Mundial Militar de Vôlei de Praia em 2014 na Alemanha.

## Carreira
Ela iniciou no voleibol de quadra (indoor) ainda em sua terra natal e migrou para o vôlei de praia com 22 anos, época que disputou as principais competições estaduais como por exemplo os Jogos Abertos de Santa Catarina (JASC), que  até 2009 já possuía seis conquistas na modalidade e certame,  excetuando a edição do ano de 2007 conquistada pela dupla Tatiane Rebeschini e Katiani Habitzreuter e do ano de 2008 que foi cancelada devido ao mau tempo e decretação de Estado de Emergência nos quatro municípios sedes, portanto em 2009 foi heptacampeã na 49ª edição cuja fase estadual (final) ocorreu em Chapecó  e atuava com Leize Bianchini,  quando representou a cidade de Balneário Camboriú, feito obtido por elas também na 50ª edição, sediada em Brusque,  e quando somado a estas atletas estava a jogadora Marilena Mattioli (Piluca) foram campeãs na edição seguinte em Criciúma; com Leize Bianchini representou a referida cidade novamente na conquista do título nos 52º Jasc sediado em Caçador no ano de 2012; já edição de 2013 em Blumenau, buscava o décimo primeiro ouro  quando representou a cidade de Brusque ao lado Marilena Mattioli (Piluca) e finalizaram com o vice-campeonato; e  na edição posterior em Itajaí terminaram com o bronze, e representou Balneário Camboriú  na edição do ao de 2017 ao lado de Carolaine Raitz, Esthela Michalski, Leize Bianchini  e Luiza Montibeller.
Em 2009 já competia pelo Circuito Brasileiro de Vôlei de Praia ao lado de Leize Bianchini na etapa de Balneário Camboriú, após etapas do Campeonato Catarinense de Vôlei de Praia do mesmo ano, competição na qual possui cinco títulos, conquistando o título da etapa de Itajaí pelo Circuito Estadual de Vôlei de Praia  de 2009 juntamente com Leize Bianchini e o vice-campeonato na etapa de Vitória pelo mesmo circuito e o quarto lugar na etapa de Brasília.
Formou dupla com Marcella Cavalleiro e conquistaram o título da etapa de Itapema pelo Circuito Estadual de Vôlei de Praia de 2010; ao lado de Leize Bianchini terminou na nona posição na etapa de Fortaleza.
Ao lado de Thaís Rodrigues conquistou o título da etapa de São José do Circuito Estadual de Vôlei de Praia de 2011, com Sandressa Miranda alcançou o título também em Vitória e o vice-campeonato na etapa de Porto Alegre e com Haíssa Rodrigues finalizou em quinto lugar na etapa de Campo Grande.Com Thaís Rodrigues conquistou a medalha de ouro na etapa de Cartagena, Colômbia, pelo Circuito Sul-Americano de Vôlei de Praia 2011-12.
Renovou a parceria com Thaís Rodrigues na etapa de Vitória, na etapa de Campo Grande e também na etapa de Brasília, também conquistaram o bronze na etapa de São José,e foram vice-campeãs na etapa de Olinda e m Porto Alegre; e jogando do Leize Bianchini alcançou o quarto lugar na etapa de Salvador.
Foi ao lado de Thaís Rodrigues que conquistou o primeiro título a nível nacional, fato ocorrido na edição do Circuito Brasileiro de Vôlei de Praia Challenger de 2012 na etapa de São Luís, e com esta atleta conquistou o bronze na etapa de Cuiabá pelo Circuito Brasileiro de Vôlei de Praia Open 2012-13.
Com Leize Bianchini ficou na quarta posição na etapa de Salvador na edição do Circuito Brasileiro de Vôlei de Praia Nacional 2012-13, competiu também ao lado de Thaís Rodrigues na conquista do título na etapa de Cuiabá e na etapa de Campinas além do vice-campeonato na etapa de Olinda e o quarto lugar na etapa do Rio de Janeiro, e com Raquel da Silva sagrou-se vice-campeã da etapa de Fortaleza, também em Brasília e campeãs na etapa de etapa de João Pessoa; disputou a etapa de Campo Grande com Raquel da Silva do Circuito Brasileiro de Vôlei de Praia Challenger de 2013.
Na edição do Circuito Brasileiro Challenger de 2013 foi vice-campeã da etapa de Aracaju eo bronze na etapa de Sinop.Ela formou dupla com Vivian Cunha  em etapas do Circuito Brasileiro de Vôlei de Praia Open 2013-14, finalizando na quarta posição  na etapa de Maceió e também em João Pessoa.
Formando dupla com Fernanda Berti representou o país na primeira edição do Campeonato Mundial Militar de Vôlei de Praia, sediado em  Warendorf, Alemanha, no ano de 2014, conquistando a medalha de prata.
Disputou a etapa de Rondonópolis pelo Circuito Brasileiro de Vôlei de Praia Challenger de 2014, ocasião que conquistou a quarta posição ao lado de Luiza Amélia, já na etapa de Bauru alcançou o quinto lugar ao lado de Vivian Cunha, mesma posição obtida ao lado de Thaís Rodrigues na etapa de Ribeirão Preto e também alcançando ao lado de Elize Maia em Campo Grande.No Circuito Brasileiro de VOLEI DE Praia Open 2014-15 atuou com esta jogadora na conquista do quinto lugar nas etapas de Vitória, Niterói, Fortaleza e Campinas.
Com Elize Maia conquistou a medalha de bronze na etapa de Cochabamba pelo Circuito Sul-Americano de Vôlei de Praia de 2014-15 e foram vice-campeãs na etapa de Atacames pelo Circuito Sul-Americano de Vôlei de Praia 2014-15 e o quinto lugar  na etapa de lima, Peru.Com Elize Maia conquistou o vice-campeonato nas etapas de  João Pessoa e Jaboatão dos Guararapes pelo Circuito Brasileiro de Vôlei de Praia Open 2014-15.
No Circuito mundial de Vôlei de Praia de 2015 competiu com Vanilda Leão no Aberto do Rio de Janeiro, finalizando na décima nona colocação.Com Vanilda Leão disputou a temporada do Circuito Mundial de Vôlei de Praia de 2016, finalizando na vigésima quinta posição no Aberto de Maceió, na quadragésima primeiro colocação no aberto de Vitória em nono lugar no Aberto de Fortalezam e nas demais etapas atuou com Fernanda Berti quando finalizaram na trigésima terceira posição no Major Series de Gstaad, vigpesimo quinto lugar no Grand Slam de Long Beach, décima sétima colocação no Aberto de Cincinnati, a nona posição no Aberto de Antalya e no Major Series de Klagenfurt, além do quinto posto no Major Series de Porec.Com Val Leão conquistou o ouro na etapa de Ancon, Peru, pelo Circuito Sul-Americano 2015-16, mesmo feito obtido na etapa de Cartagena, Colômbia.
Atuou com Val Leão alcançaram o quinto lugar nas etapas do Rio de Janeiro, Contagem, Curitiba e Fortaleza e vice-campeãs em Niterói, etapas válidas pelo Circuito Brasileiro de Vôlei de Praia Open 2015-16
Com Fernanda Berti conquistou o vice-campeonato na etapa de Jaboatão dos Guararapes pelo Circuito Brasileiro de Vôlei de Praia Challenger de 2016.Com Val Leão alcançou o sétimo lugar na edição do SuperPraia 2016, sediado em João Pessoa.E com Val Leão conquistou os títulos das etapas de Chapecó e Campo Grande pelo Circuito Brasileiro de Vôlei de Praia de Challenger de 2015.
Na temporada de 2016-17 disputou o Circuito Brasileiro de Vôlei de Praia Open ao lado de Thati Soares e conquistou o bronze na etapa de Campo Grande e em São José, décimo terceiro lugar na etapa de Brasília e Curitiba, quinta posição na etapa de Uberlândia; prosseguiu neste circuito  ao lado de  Liliane Maestrini e foram quinta colocadas na etapa de João Pessoa, de Maceió  e Aracaju, além da nona posição na etapa de Vitória, finalizando na sétima posição geral da temporada.
Recebeu da  Câmara de Vereadores de Balneário Camboriú, cujo autor foi o  Vereador André Furlan Meirinho,  a Moção de Congratulações pela conquista da medalha de ouro na edição dos 57o Jogos Abertos de Santa Catarina (Jasc) realizado em Lages.
Com Liliane Maestrini conquistou o título da etapa de Maringá pelo Circuito Brasileiro de Vôlei de Praia  Challenger de 2017 e a décima sétima colocação na etapa do Rio de Janeiro ao lado de Érica Freitas.
Na temporada de 2017 do Circuito Mundial de Vôlei de Praia, jogou ao lado de Liliane Maestrini, e juntas conquistaram o quinto lugar no torneio de Fort Lauderdale, categoria cinco estrelas, a nona posição em Xiamen, categoria três estrelas, nona posição na etapa do Rio de Janeiro, categoria quatro estrelas, vigésima quinta colocação no torneio de Porec, categoria cinco estrelas, não pontuando na categoria três estrelas em Moscou e Haia, assim como na categoria cinco estrelas em Gstaad e quatro estrelas em Olsztyn; ainda na temporada alcançaram a nona posição na Long Beach Presidents Cup.Com Liliane Maestrini conquisto e medalha de ouro na etapa de Ancón, Peru, pelo Circuito Sul-Americano de Vôlei de Praia em 2017; e juntas foram quinta colocadas na edição do SuperPraia 2017, edição realizada em Niterói.

## Títulos e resultados
- Etapa de Ancón do Circuito Sul-Americano de Vôlei de Praia:2017[82]
- Etapa da Cartagena Circuito Sul-Americano de Vôlei de Praia:2015-16[65]
- Etapa de Ancón do Circuito Sul-Americano de Vôlei de Praia:2015-16[64]
- Etapa de Cartagena do Circuito Sul-Americano de Vôlei de Praia:2011-12[28]
- Etapa de Atacames do Circuito Sul-Americano de Vôlei de Praia:2014-15[63]
- Etapa de Cochabamba do Circuito Sul-Americano de Vôlei de Praia:2014-15[62]
- Etapa de Cuiabá do Circuito Brasileiro de Vôlei de Praia Open:2016-17[70]
- Etapa de São José do Circuito Brasileiro de Vôlei de Praia Open:2016-17[71]
- Etapa de João Pessoa do Circuito Brasileiro de Vôlei de Praia Open:2014-15[1][61]
- Etapa de Jaboatão dos Guararapes do Circuito Brasileiro de Vôlei de Praia Open:2014-15[1][61]
- Etapa de Cuiabá do Circuito Brasileiro de Vôlei de Praia Open:2013-14[48]
- Etapa de João Pessoa do Circuito Brasileiro de Vôlei de Praia Open:2013-14[51]
- Etapa de Cuiabá do Circuito Brasileiro de Vôlei de Praia Open:2012-13[37]
- Etapa de Maringá do Circuito Brasileiro de Voleibol de Praia - Challenger:2017[80]
- Etapa de Jaboatão dos Guararapes do Circuito Brasileiro de Voleibol de Praia - Challenger:2016[66]
- Etapa de Chapecó do Circuito Brasileiro de Voleibol de Praia - Challenger:2015[69]
- Etapa de Campo Grande do Circuito Brasileiro de Voleibol de Praia - Challenger:2015[69]
- Etapa de Rondonópolis do Circuito Brasileiro de Voleibol de Praia - Challenger:2014[57]
- Etapa de Aracaju do Circuito Brasileiro de Voleibol de Praia - Challenger:2013[47]
- Etapa de Sinop do Circuito Brasileiro de Voleibol de Praia - Challenger:2013[48]
- Etapa de Fortaleza do Circuito Brasileiro de Vôlei de Praia - Nacional:2012-13[45]
- Etapa de Cuiabá do Circuito Brasileiro de Vôlei de Praia - Nacional:2012-13[39]
- Etapa de Campinas do Circuito Brasileiro de Vôlei de Praia - Nacional:2012-13[40]
- Etapa de Brasília do Circuito Brasileiro de Vôlei de Praia - Nacional:2012-13[44]
- Etapa de Fortaleza do Circuito Brasileiro de Vôlei de Praia - Nacional:2012-13[43]
- Etapa de Olinda do Circuito Brasileiro de Vôlei de Praia - Nacional:2012-13[41]
- Etapa de São Luís do Circuito Brasileiro de Voleibol de Praia - Challenger:2012[36]
- Etapa do Rio de Janeiro do Circuito Brasileiro de Vôlei de Praia - Nacional:2012-13[42]
- Etapa de Olinda do Circuito Brasileiro de Vôlei de Praia - Nacional:2012-13[38]
- Etapa do Distrito Federal do Circuito Estadual de Voleibol de Praia:2012[31]
- Etapa do Espírito Santo do Circuito Estadual de Voleibol de Praia:2012[29]
- Etapa do Mato Grosso do Sul do Circuito Estadual de Voleibol de Praia:2012[30]
- Etapa do Pernambuco do Circuito Estadual de Voleibol de Praia:2012[33]
- Etapa do Rio Grande do Sul do Circuito Estadual de Voleibol de Praia:2012[34]
- Etapa de Santa Catarina do Circuito Estadual de Voleibol de Praia:2012[32]
- Etapa da Bahia do Circuito Estadual de Voleibol de Praia:2012[35]
- Etapa de Santa Catarina do Circuito Estadual de Voleibol de Praia:2011[23]
- Etapa do Espírito Santo do Circuito Estadual de Voleibol de Praia:2011[24]
- Etapa do Rio Grande do Sul do Circuito Estadual de Voleibol de Praia:2011[25]
- Etapa de Santa Catarina do Circuito Estadual de Voleibol de Praia:2010[20]
- Etapa de Santa Catarina do Circuito Estadual de Voleibol de Praia:2009[15]
- Etapa do Espírito Santo do Circuito Estadual de Voleibol de Praia:2009[17]
- Etapa do Distrito Federal do Circuito Estadual de Voleibol de Praia:2009[19]
- Jasc:2009,[4]2010,[5]2011,[6]2012,[7]2017[12]
- Jasc:2013[9]
- Jasc:2013[11]

## Premiações Individuais
[carece de fontes?]